# Publio Antistio
Publio Antistio (in latino Publius Antistius; Roma, ... – 82 a.C.) è stato un politico romano.
Fu tribuno della plebe nell'88 a.C. e durante il suo tribunato si oppose all'elezione a console di Gaio Cesare Strabone poiché questi, in precedenza, non aveva ricoperto la carica di pretore. Il discorso che tenne in quell'occasione gli procurò una certa notorietà; anche Cicerone espresse giudizi positivi a proposito della sua eloquenza. Da allora gli furono affidati incarichi più rilevanti malgrado fosse già avanti negli anni.
Dopo il matrimonio di sua figlia Antistia, avuta da sua moglie Calpurnia, con Pompeo Magno nell'86 a.C., dettato, a quanto sembra, da ragioni di interesse personale dal momento che Antistio faceva parte della commissione che avrebbe dovuto giudicare Pompeo, divenne partigiano di Silla, ma nell'82 a.C. fu ucciso nella Curia Ostilia per ordine di Gaio Mario il Giovane. Lo stesso anno della sua morte (82 a.C.), Antistia fu costretta a divorziare da Pompeo per ordine di Silla che gli diede in moglie la propria figliastra Emilia Scaura. Colpita dalla morte del marito e dal ripudio della figlia, Calpurnia si suicidò poco dopo. 